# 鄂霍次克海公海

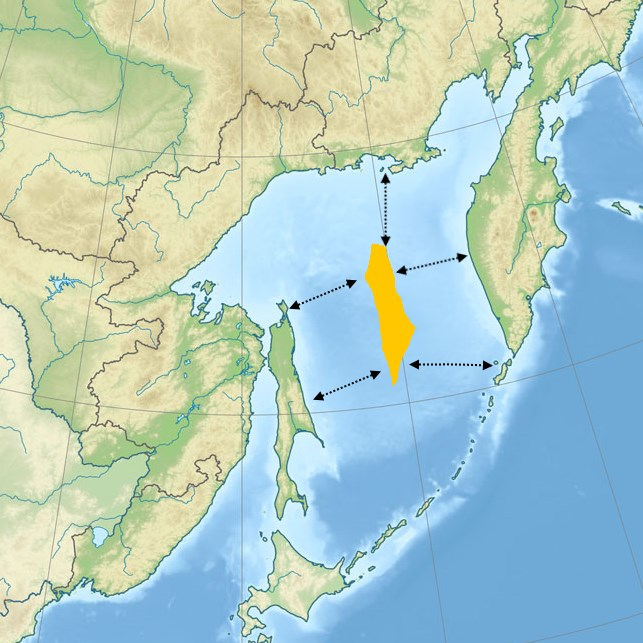
鄂霍次克海公海的大致位置

鄂霍次克海公海（俄语：международного района Охотского моря），國際上通稱“花生洞”（Peanut Hole），曾是鄂霍次克海中心的一片公海，區域的俗稱來自於其類似於花生的形狀，在1991年至2014年間一直是一個存在國際爭端的區域。鄂霍次克海公海寬約55（34英里），約480（300英里）長，且被從堪察加半島、千島群島、库页岛以及俄羅斯本土（哈巴罗夫斯克边疆区和馬加丹州）延伸出的俄羅斯專屬經濟區包圍，但卻不在俄羅斯默認的專屬經濟區內，原因是它距離任何海岸都超過《聯合國海洋法公約》規定的200海里（370）。

## 歷史
專屬經濟區並不是主權地區，而是具有某些主權和立案管轄權的區域。由於鄂霍次克海公海不在俄羅斯的專屬經濟區範圍內，任何國家都可以在那裡捕魚，且在1991年開始便有大量漁民到此活動，到了1992年更有約100萬噸的狹鱈被捕撈。俄羅斯聯邦以跨界魚類種群會從俄羅斯專屬經濟區出入鄂霍次克海公海的理由，由於這塊區域也是不少魚類的繁殖地，主張這對俄羅斯的魚類資源構成重大的威脅。
| | 39艘波蘭超大型拖網漁船闖入鄂霍次克海的中部……隨後又有九艘韓國拖網漁船和一整隊中國漁船聞訊而來，後來連來自日本、巴拿馬、保加利亞和烏克蘭的漁船都出現了。一場狂宴就這樣開始……那些不願遵守基本國際捕魚法規的外國漁民，已經開始其掃走北海（鄂霍次克海）資源的計劃了。 |
| ——葉蓮娜·馬特維耶娃（Yelena Matveyeva），《在鄂霍次克海軍事衝突的邊緣上》（On the Brink of a Military Conflict in the Sea of Okhotsk），《莫斯科新聞周刊》（Moscow News Weekly） | |

1993年，中國、日本、波蘭、俄羅斯和韓國同意在鱈魚種群恢復至原有數量前停止在鄂霍次克海公海捕魚，但此後並未就如何進行和細節方面達成任何協議。2001年，聯合國的《跨界魚類種群協定》正式生效，確立了實施跨界魚群管理的框架。
俄羅斯一直希望聯合國宣佈鄂霍次克海公海是其大陸架的一部分。2013年11月，聯合國其中一個小組委員會認可俄羅斯的論點。隔年3月，聯合國大陸架界限委員會正式裁定鄂霍次克海公海屬俄羅斯的專屬經濟區範圍內。

## 延伸閱讀
- Oude Elferink, Alex G. . Olav Schram Stokke  (编). . Oxford University Press. 2001  [2013-11-01]. ISBN 9780198299493. doi:10.1093/acprof:oso/9780198299493.003.0007. （原始内容存档于2013-12-02）.